# Jan Złomańczuk
Jan Złomańczuk (ur. 21 maja 1950 w Komarowie-Osada) – polski trener z licencją UEFA-PRO. Na najwyższym poziomie rozgrywek w Polsce prowadził Motor Lublin (1985-1987), Stal Mielec (1995-1996) i GKS Bełchatów (2008, 2012), na II poziomie rozgrywek - Igloopol Dębica (1983-1985 i 1987-1988), Siarkę Tarnobrzeg (1996/1997), GKS Bełchatów (2000-2001) i Wisłę Płock (2009-2010). Najlepszy trenera województwa bialskopodlaskiego w okresie 40-lecia PRL w Plebiscycie Słowa Podlaskiego (1984) oraz najlepszy trener okręgu bialskopodlaskiego w 25-leciu Bialskopodlaskiego OZPN (2001).

## Życiorys
W młodości był piłkarzem Roztocza Szczebrzeszyn, w 1971 rozpoczął naukę w filii warszawskiej Akademii Wychowania Fizycznego w Białej Podlaskiej, grał wówczas w drużynie Podlasie Biała Podlaska, po roku przeniósł się na Akademię Wychowania Fizycznego w Warszawie, tam występował w zespole AZS AWF Warszawa. Studia ukończył w 1973, w latach 1973-1975 pracował jako nauczyciel w liceum w Szczebrzeszynie.
Jako trener rozpoczął pracę w Roztoczu Szczebrzeszyn (A-klasa), w latach 1973-1975, od 1975 do 1979 pracował w bialskiej filii AWF w Warszawie, jako starszy asystent w Zakładzie Sportu. Równocześnie w 1975 został trenerem Robotniczo-Akademickiego Klubu Sportowego (RAKS) Biała Podlaska występującego w klasie międzywojewódzkiej. W sezonie 1975/1976 zajął z nim 6. miejsce w lidze, co wystarczyło do kwalifikacji do rozgrywek w reaktywowanej III lidze. W rozgrywkach III-ligowych sezonu 1976/1977 jego drużyna nosiła od listopada 1976 nazwę Środowiskowy Klub Sportowy AZS Biała Podlaska. W trakcie rozgrywek w zespole zadebiutował Mirosław Jaworski. Jan Złomańczuk poprowadził swoją drużynę do 3. miejsce w lidze, a także akademickiego mistrzostwa Polski w 1977. W sezonie 1977/1978 jego zespół występował jako KS AZS AWF Biała Podlaska, wiosną 1978 prowadził nawet przez jedną kolejkę, a ostatecznie nieznacznie przegrał walkę o awans do II ligi, kolejny raz zajmując 3. miejsce. W sezonie 1978/1979 bialski prowadził po rundzie jesiennej, ale ostatecznie zajął kolejny raz 3. miejsce w lidze. Wyniki te przyniosły J. Złomańczukowi tytuł najlepszego trenera województwa bialskopodlaskiego w okresie 40-lecia PRL w Plebiscycie Słowa Podlaskiego (1984), a także tytuł najlepszego trenera okręgu bialskopodlaskiego z okazji 25 lat Bialskopodlaskiego OZPN w 2001. W 1979 został trenerem Glinika Gorlice.
W 1983 został trenerem beniaminka ówczesnej II ligi Igloopolu Dębica, początkowo jako asystent Mariana Jabłońskiego, pod koniec rundy jesiennej sezonu 1983/1984 objął funkcję I trenera (na koniec rozgrywek zespół zajął 4. miejsce). W rundzie wiosennej sezonu 1984/1985 zastąpił go Grzegorz Bakalarczyk. Od maja 1985 prowadził w I lidze (najwyższy poziom rozgrywek) drużynę Motoru Lublin. W ekstraklasie debiutował jako trener 4 maja 1985 w zwycięskim spotkaniu z Pogonią Szczecin. Jego drużyna zajęła 9. miejsce w lidze w sezonie 1984/1985, 13. miejsce w sezonie 1985/1986. W kwietniu 1987 zastąpił go Zbigniew Bartnik, a Motor zajął ostatecznie 13. miejsce i spadł do II ligi. Kolejny raz trenerem Igloopolu został w sezonie 1987/1988. Jego drużyna zajęła w II lidze 6. miejsce. Jesienią 1988 (już po rozpoczęciu sezonu 1988/1989) zastąpił go Andrzej Opozda. W całym sezonie 1989/1990 i ponownie w części sezonu 1991/1992 był trenerem występującego w III lidze Hetmana Zamość.
Od 1990 był asystentem trenera reprezentacji Polski U-15. W marcu 1991 prowadził awaryjnie tę drużynę w dwóch spotkaniach (w zastępstwie chorego Mirosława Jabłońskiego, w latach 1991-1993 był asystentem M. Jabłońskiego w reprezentacji Polski U-16 i U-17 (piłkarze urodzeni po 31 lipca 1975). Jesienią 1993 został asystentem Franciszka Smudy w grającej w ekstraklasie Stali Mielec. W kwietniu 1995 został I trenerem tego zespołu, który ostatecznie zajął 11. miejsce w lidze. Prowadził następnie Stal w sezonie 1995/1996, odszedł w kwietniu 1996 (po 23 kolejce), a zespół ostatecznie zajął 17. miejsce i spadł do II ligi. W sezonie 1996/1997 był trenerem występującej w II lidze Siarki Tarnobrzeg (zespół spadł do III ligi). Od 1997 był trenerem Orląt Łuków w III lidze. W 1999 trenował Tomasovię Tomaszów Lubelski
Od maja 2000 do kwietnia 2001 był trenerem grającego w II lidze GKS-ie Bełchatów, w sezonie 2001/2002 prowadził Wigry Suwałki w III lidze (zajął z drużyną 6. miejsce), następnie pracował w GKS Bełchatów jako koordynator ds. szkolenia młodzieży. W marcu 2008 zastąpił na stanowisku trenera I zespołu Oresta Lenczyka i prowadził zespół w ostatnich ośmiu kolejkach sezonu 2007/2008, przegrywając tylko jeden mecz, wygrywając dwa i pięć remisując. Następnie pozostał w klubie jako asystent Pawła Janasa (do stycznia 2009). Pozostałą część sezonu spędził w klubie jako koordynator ds. młodzieży.
W lipcu 2009 został menadżerem sekcji piłkarskiej I-ligowej (II poziom rozgrywek) Wisły Płock odpowiedzialnym m.in. za transfery, ocenę zakontraktowanych piłkarzy i wyszukiwanie nowych zawodników.  W trakcie sezonu 2009/2010 (w październiku 2009 - od 15. kolejki) został I trenerem płockiej drużyny (zastąpił Dariusza Kubickiego). Na koniec sezonu Wisła zajęła 17. miejsce i spadła do II ligi. W II lidze poprowadził płocki klub w pierwszych siedmiu spotkaniach sezonu 2010/2011, a we wrześniu 2010 zastąpił go Jarosław Araszkiewicz. W maju 2011 został na krótko trenerem Roztocza Szczebrzeszyn W czerwcu 2011 został asystentem Pawła Janasa w grającym w ekstraklasie GKS Bełchatów. Pozostał na tym stanowisku, kiedy we wrześniu 2011 P. Janasa zastąpił Kamil Kiereś. We wrześniu 2012 został I trenerem klubu z Bełchatowa i prowadził go w sześciu kolejkach ligowych (zastąpił go Michał Probierz).
Jesienią 2013 prowadził Roztocze Szczebrzeszyn. W kwietniu 2014 został trenerem trzecioligowej drużyny AMSPN Hetman z Zamościa. Zwolniony po zakończeniu sezonu we wrześniu 2014 roku został trenerem trzecioligowej Tomasovii Tomaszów Lubelski, zastępując Tomasza Orłowskiego. W czerwcu 2015 odszedł z Tomasovii i ponownie został trenerem Hetmana Zamość. Z tej funkcji zrezygnował jednak po trzech pierwszych przegranych meczach sezonu 2015/2016.
Jego siostrą jest Maria Strejlau, żona Andrzeja Strejlau.